# Vojenský újezd Allentsteig

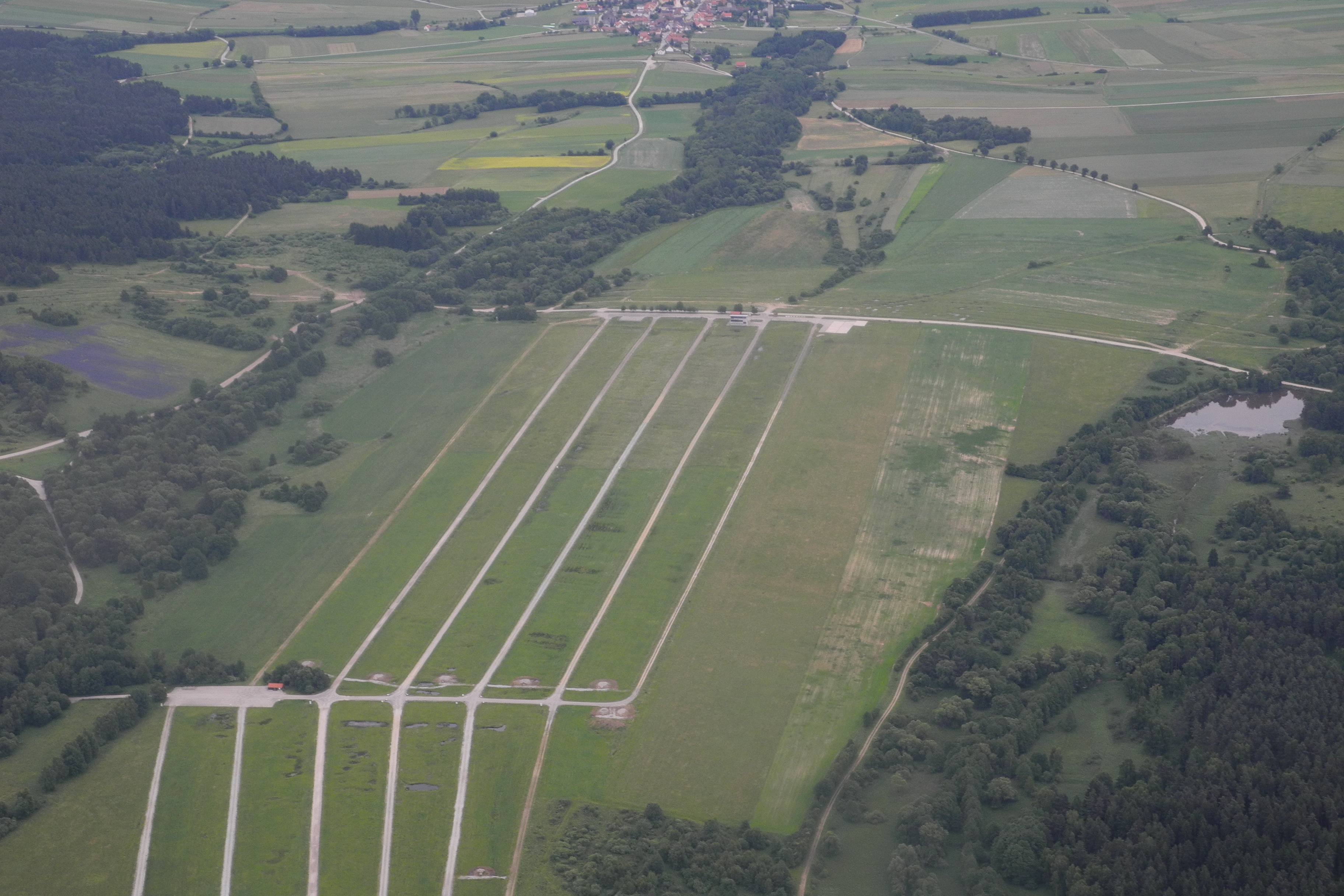
Letecký pohled na část újezdu

Vojenský výcvikový prostor Allentsteig (Truppenübungsplatz Allentsteig, dříve Truppenübungsplatz Döllersheim) je vojenský újezd ve Waldviertelu v Dolním Rakousku. Vznikl v době nacionálního socialismu a původně byl pojmenován podle Döllersheimu, jedné z největších ze 40 obcí, které byly bezprostředně po anšlusu Rakouska v roce 1938 přesídleny pro vojenské účely. Vojenský výcvikový prostor Allentsteig má rozlohu asi 157 km².

## Historie

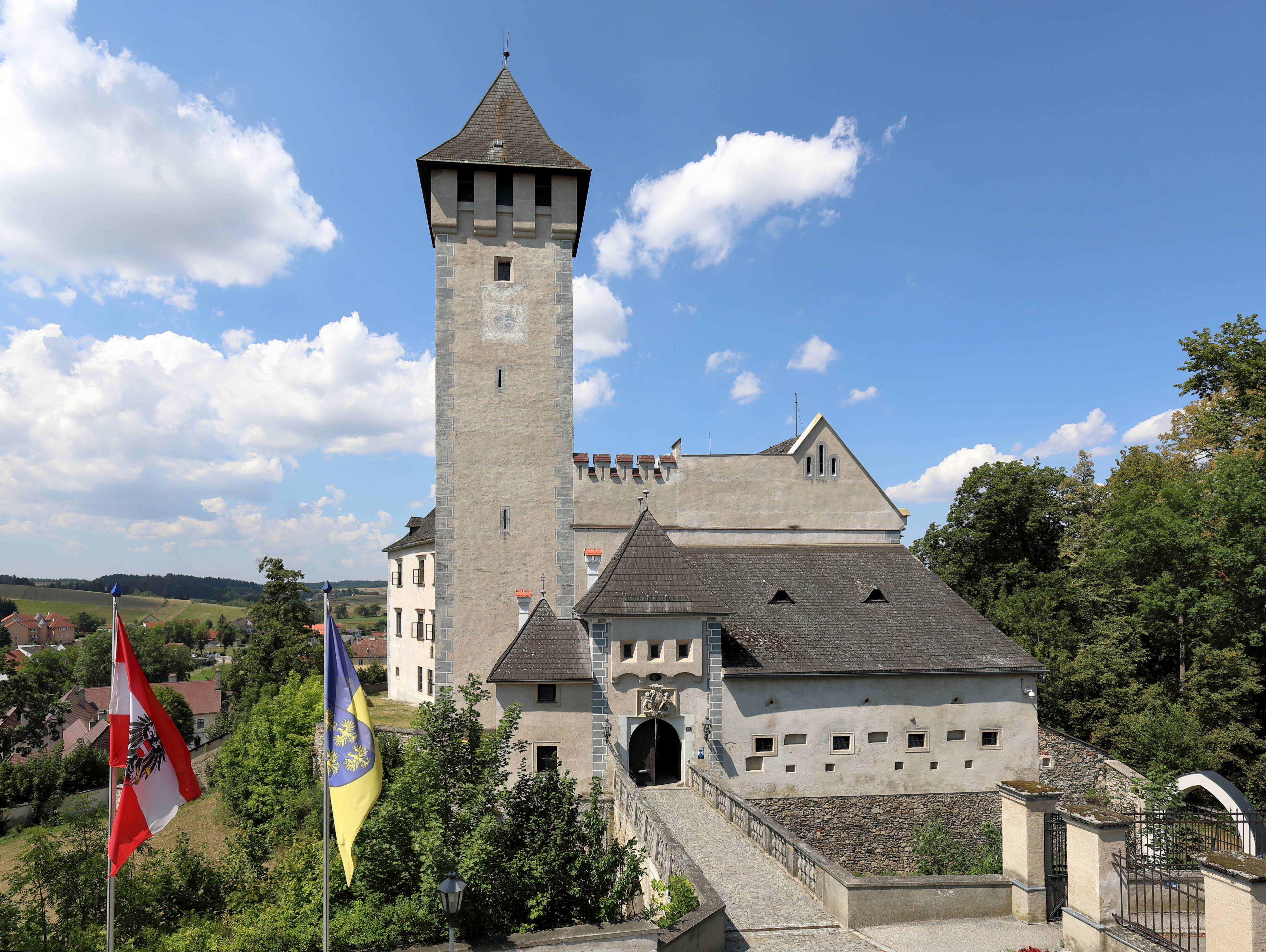
Zámek Allentsteig, sídlo velitelství vojenského výcvikového prostoru

Po napadení Rakouska potřeboval Wehrmacht výcvikové prostory. Pro tento účel byla vybrána poměrně řídce osídlená oblast Döllersheimer Ländchen ve Waldviertelu. S rozlohou téměř 200 km² se rozkládala severojižním směrem od Göpfritz an der Wild po řeku Kamp, západovýchodním směrem od Zwettlu po Neupölla. Přesídlení proběhlo ve čtyřech etapách od června 1938 do prosince 1941 a týkalo se asi 6800 lidí ze 42 vesnic a dalších osad.
Východní pobočka Německé osídlovací společnosti sídlila v Allentsteigu. Zatímco zpočátku byly obyvatelům přidělovány náhradní statky s odpovídajícími pozemky, později byli přesídlenci prakticky vyhnáni a dostávali pouze malé vyrovnání, z něhož část musela být uložena na blokovaná konta a po skončení války již nebyla vyplacena.
Samotné vesnice byly vylidněny, ale ve vysoké míře zachovány, neboť Alois Hitler, otec Adolfa Hitlera, byl rodákem ze Strones u Döllersheimu.
Současně s přesídlováním byla budována vojenská zařízení s barákovými tábory, bunkry a střelnicemi. První dělostřelecké cvičení se konalo již 8. srpna 1938. V letech 1941/42 byla oblast prohlášena za armádní majetkový obvod, a tedy bez obcí. Na cvičišti bylo průměrně 30-35 000 vojáků. Jednalo se tak o jeden z nejsilněji obsazených výcvikových prostorů v Německé říši.
Po Rozdělení zbytku Československa (nacistickou terminologií) Mnichovskou dohodou zde byl navíc zřízen sběrný tábor pro uloupený majetek. Vznikly také zajatecké tábory, z nichž nejznámější byl pro francouzské důstojníky v Edelbachu (Oflag XVII A).
Až do konce války se zde také průběžně shromažďovaly bojové jednotky před přesunem na frontu.
9. května 1945 byla oblast obsazena Rudou armádou. Prozatímní státní vláda rozhodla o znovuosídlení oblasti 15. srpna 1945. V únoru 1946 byly vypracovány a obyvatelstvu oznámeny programy organizace. Počítalo se s osídlením bývalých obyvatel, kteří nedostali výměnou jiná hospodářství, a také s vyhnanci z Jižního Tyrolska a Českými Němci
27. července 1946 však byl vojenský výcvikový prostor zkonfiskován Sovětským svazem jako německý majetek. V důsledku toho zde okupační vojska prováděla také výcvikové operace, kterých se účastnilo až 60 000 vojáků. Kromě toho byl tábor využíván jako tranzitní tábor pro sovětské válečné zajatce před jejich transportem do Sovětského svazu.
Budovy v přesídlených vesnicích, které nebyly původně zničeny wehrmachtem, byly následně rozstříleny a zničeny sovětskými vojsky. Materiál ze zničených budov vojáci prodávali na černém trhu. Lesní oblasti byly rovněž silně postiženy.
Okupace se z vojenského výcvikového prostoru stáhla 17. září 1955 a oblast se stala majetkem Rakouské republiky.
Dolnorakouští poslanci parlamentu a Zemědělská komora lobbovali za opětovné osídlení zemědělci v nově vybudovaných statcích s půdou. Plán počítal s deseti až dvanácti novými vesnicemi. V různých novinách se již objevily projekty jako Evropská univerzita a jaderný reaktor pro mírové účely. Nově vzniklé rakouské ozbrojené síly však také potřebovaly cvičiště a viděly v záboru levné řešení. Bývalí obyvatelé podali žádosti o restituci.
Vláda Julia Raaba rozhodla v rámci zákonů o provádění státní smlouvy v roce 1957, že vysídlenci již nemají nárok na svůj dřívější majetek. V témže roce bylo 157 km² předáno spolkové armádě. Značné okrajové plochy vojenského výcvikového prostoru byly v roce 1959 předány dolnorakouské stipendijní nadaci Windhag'schen, přestože před zřízením vojenského výcvikového prostoru vlastnila mnohem méně pozemků. Obyvatelé těchto okrajových oblastí byli v následujících letech přesídleni. V roce 1964 byl název změněn na Vojenský výcvikový prostor Allentsteig a dříve území bez obcí bylo znovu přiděleno obcím, a to Allentsteig na severu, Göpfritz an der Wild na severovýchodě, Röhrenbach na východě, Pölla na jihovýchodě a Zwettl-Niederösterreich na západě. Oblast je dodnes využívána rakouskými ozbrojenými silami jako cvičiště, a proto zůstala neosídlena.
Zemědělci, kteří si tyto plochy pronajali od armády, obdělávali plochu o rozloze asi 3000 ha. Nájemní smlouvy byly platné pouze na jeden rok, protože budoucí škody způsobené armádou se nedaly předvídat. Za škody způsobené rakouskými ozbrojenými silami také nedostávají žádnou náhradu, takže za tyto smlouvy, které jsou ve většině případů obnovovány, se platí jen malé částky za pronájem.
V Döllersheimu byl v roce 1984 obnoven a znovu vysvěcen kostel a hřbitov. Zakonzervovány byly také ruiny Bürgerspitalu. V Allentsteigu bylo zřízeno muzeum na památku vyhnaných.
V roce 2012 vyvolal návrh ministra Norberta Darabose na odebrání správy "Vojenským lesům", které jsou v tomto případě partnery zemědělců, a její převedení na Rakouské spolkové lesy nevoli přibližně 200 zemědělců, kteří obhospodařují pronajatou půdu; obávali se, že změny nájemních smluv je připraví o živobytí. K protestům zemědělců se připojil také dřevařský průmysl, který se obává o existenci přibližně 30 pil kvůli monopolizaci suroviny..
O tom, že přesídlení v roce 1938 nespadá pod politickou perzekuci, rozhodl znovu až nejvyšší soud v roce 2012 – restituce se tedy konat nebudou.
V červenci 2020 vytvořila společnost Melker Pioniere v lese ve VÚ Allentsteig protipožární pásy podle požadavků úřadů. Speciálním zařízením s rotujícími bubnem, zapřaženým před tankem, byla také ničena nevybuchlá munice.

## Vojenský újezd dnes

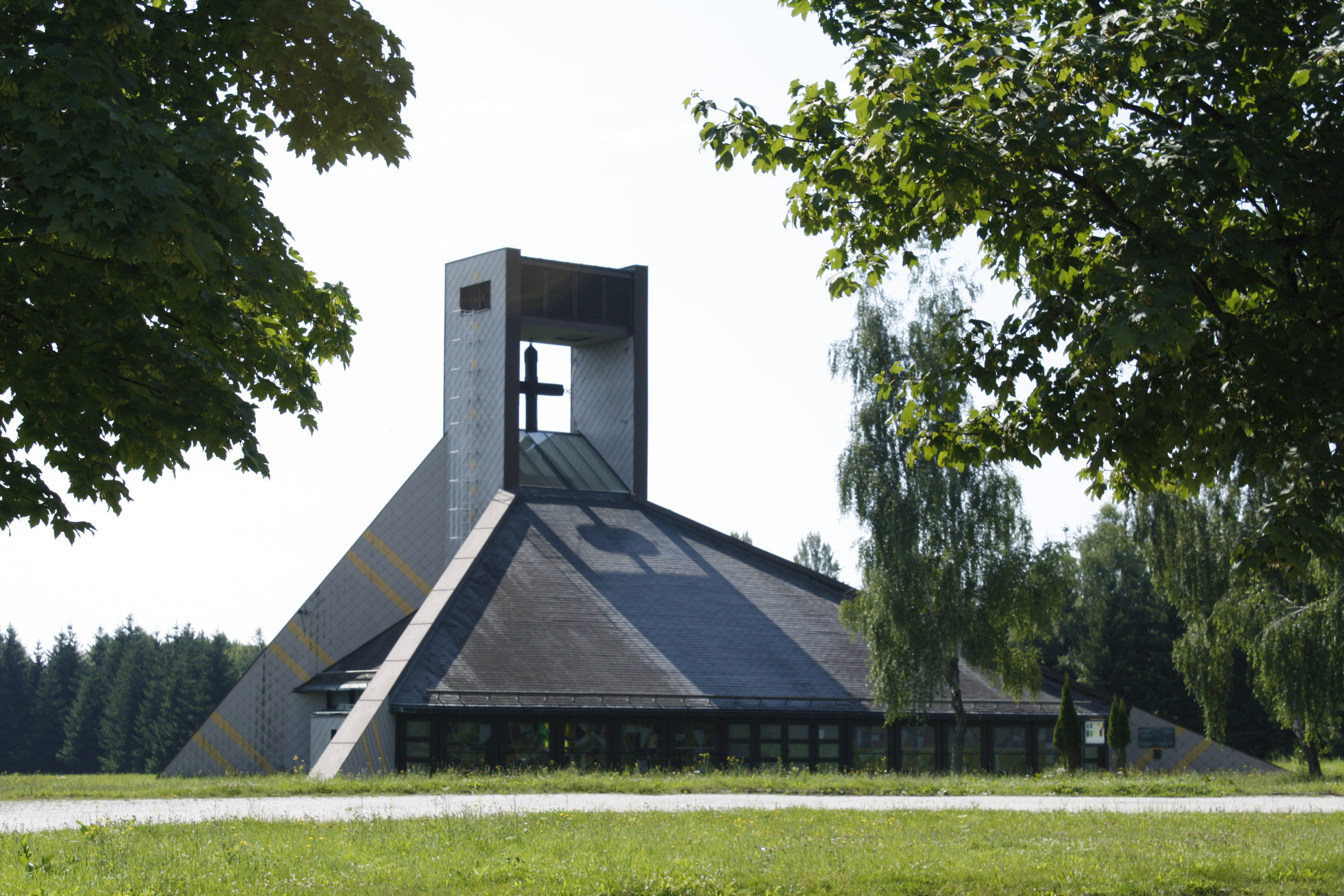
Kostel v Kaufholzu

Na místě se dnes nacházejí kasárna rakouských ozbrojených sil, "Tábor Kaufholz" a "Liechtensteinská kasárna". Je zde k dispozici 38 výcvikových táborů a 1500 ubytovacích kapacit. Výcvikový prostor využívá ročně přibližně 30 000 vojáků.
Průzkumnému a dělostřeleckému praporu 4 (dříve PzAB3) velí plukovník Michael Vitovec. Tento prapor (jednotka) je v současné době pod velením 4. obrněné pěší brigády z Lince-Ebelsbergu.
Oblastí prochází státní silnice č. 75, která výrazně zkracuje dobu cesty do města Allentsteig. Během cvičení bývá tato silnice uzavřena pro civilní dopravu.
Rakouské ozbrojené síly jsou významným regionálním zaměstnavatelem s přibližně 600 zaměstnanci. Ve VÚ Allentsteig vznikla výcviková a zkušební střediska pro domácí a zahraniční organizace pro boj s katastrofami. Od roku 2006 spolupracuje vojenský výcvikový prostor se čtyřmi obcemi v regionu v rámci Kleinregion ASTEG.
Od roku 2021 se ve VÚ Allentsteig opakovaně konají cvičení německého Bundeswehru a švýcarské armády..

## Nehody

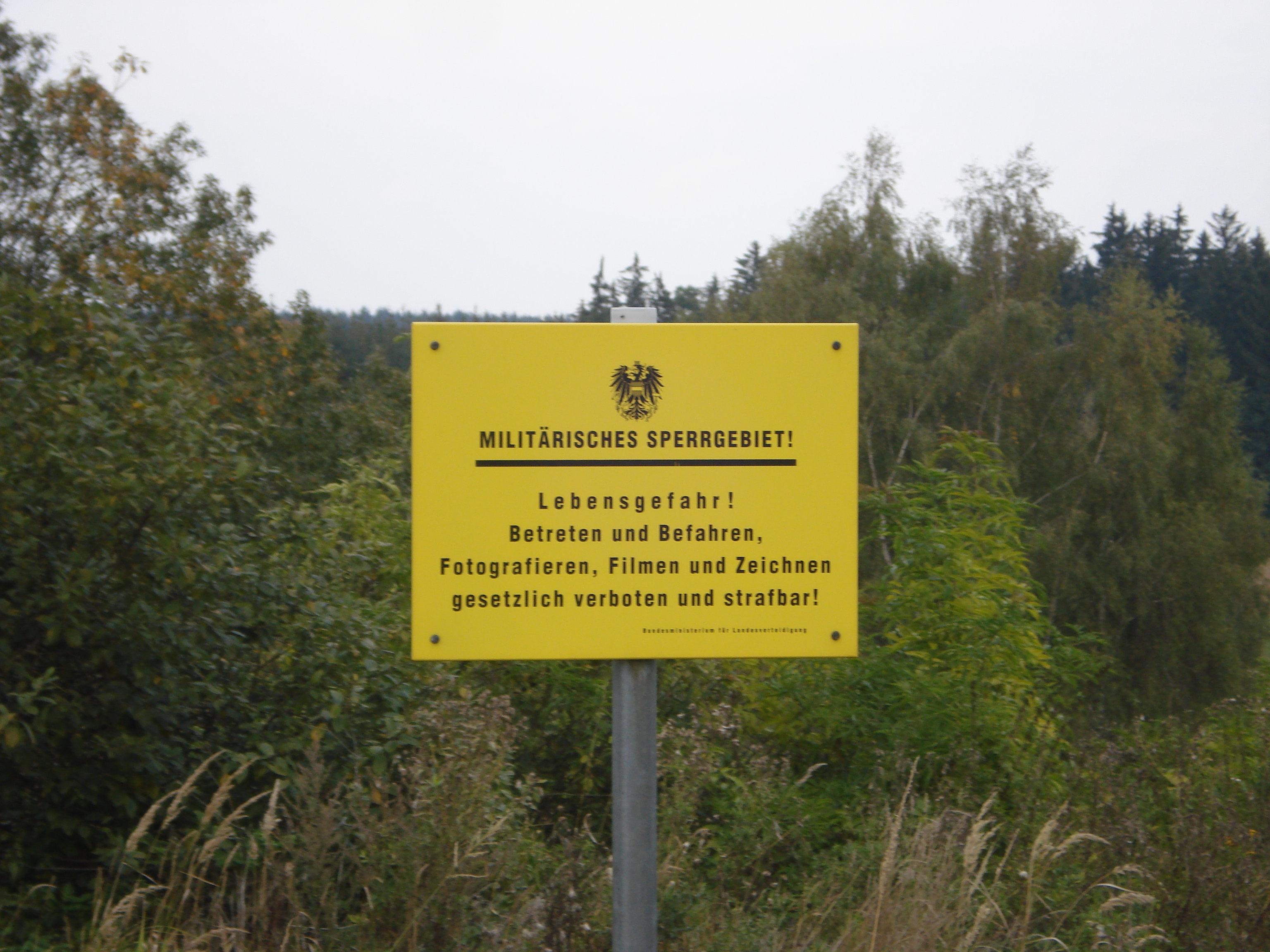
Výstražná cedule

30. května 1962 se krátce po startu zřítil vrtulník Bell 47 a začal hořet. Palubní mechanik v hodnosti velitele čety zahynul, pilot přežil s těžkým zraněním.
5. února 1980 sjel obrněný transportér typu Saurer kvůli kluzkému sněhu ze silnice a převrátil se. Řidič, štábní strážmistr ze Salcburku, zahynul. Půl hodiny po této nehodě dostalo na stejném úseku silnice smyk Obrněné vyprošťovací vozidlo a narazilo do civilního auta, jehož pět pasažérů bylo následně převezeno do nemocnice.
19. ledna 1983 došlo nad výcvikovým prostorem k další havárii vrtulníku; Bell 206 se po poruše motoru zřítil do zalesněné oblasti. Pilot a velitel průzkumného praporu z Mistelbach zahynuli, další dva cestující přežili se zraněními neslučitelnými se životem.
3. května 1988 přišel při bojovém cvičení ve vojenském výcvikovém prostoru Allentsteig o život dvacetiletý voják. Projektil M-109 samohybné houfnice explodoval před vypočteným bodem zamíření, úlomek střely smrtelně zasáhl vojáka, který se nacházel v bojovém vozidle pěchoty.
17. dubna 2003 ztratil pilot letadla Saab 105 se spuštěným podvozkem v zatáčce kontrolu nad letadlem a musel se katapultovat pod úhlem, přičemž utrpěl zranění kolena a zlomeninu obratle. Letoun dopadl na zem a byl zcela zničen..
Během cvičení "Peacemaker 08" dne 24.  dubna 2008 zahynul velitel obrněného transportéru Saurer a řidič byl těžce zraněn. Vozidlo sjelo ze silnice a převrátilo se.
16. září 2009 při bojovém cvičení omylem vystřelila samohybná houfnice M109 na obytnou oblast mimo výcvikový prostor. Střela explodovala více než 3000 m od skutečného cíle na silnici a poškodila několik obytných budov a vozidel. Střelec samohybné houfnice měl v navigačním systému nastaven manuální režim místo automatického, což způsobilo, že systém řízení palby po změně polohy obdržel nesprávné údaje.
7. října 2009 došlo během dělostřeleckého cvičení ke smrtelnému incidentu samohybné houfnice M109. Granát předčasně explodoval po vložení do nabíjecího prostoru v důsledku vadného zapalovače, a to ještě předtím, než nabíjecí dělostřelec stihl vložit hnací náplň. Střelec byl zasažen úlomky střely a usmrcen, nabíjecí střelec byl vážně zraněn.
5. července 2012 se řidič obrněného transportéru Saurer utopil během cvičné jízdy poté, co se tank zřítil do terénní prohlubně plné bahna a vody a pokryté vegetací. Další voják byl zraněn.

## Příroda v újezdu
Vojenský výcvikový prostor Allentsteig je díky své izolované poloze také jedinečnou přírodní oblastí v Evropě se vzácnou faunou a flórou. Je významnou ptačí oblastí a důležitým útočištěm mnoha vzácných druhů ptáků. Na lokalitě hnízdí především druhy otevřené a strukturované krajiny. Na otevřených plochách bohatých na trnky hnízdí pěnice vlašská se stabilní populací. Dalšími druhy otevřené krajiny se stabilní populací jsou krutihlav obecný, hýl rudý, bramborníček černohlavý, bramborníček hnědý a cvrčilka zelená. Na udržovaných otevřených požárnících hnízdí skřivan lesní. Žije zde nejméně polovina všech rakouských chřástalů polních. Vzhledem k povětrnostním podmínkám se početnost volajících samců v letech 2000–2018 pohybuje mezi 50 a 146 volajícími samci, ačkoli část lokality nelze sledovat kvůli výbušninám. V suchých letech se chřástalů vyskytuje mnohem méně.
Od roku 2004 v oblasti hnízdí orli mořští, kteří využívají zdejší rybníky. V zimě se na lokalitě vyskytuje až deset orlů bělohlavých. Orli bělohlaví se živí mršinami zvěře zastřelené při lovu a od roku 2015 také mršinami vlčí kořisti. Při migraci se vyskytují druhy jako moták lužní, moták pochop, orel křiklavý, orel volavý, orel krátkoprstý, orel skalní, orel královský a orel nejmenší. Zimním návštěvníkem je moták pilich.
V posledních letech došlo na území VÚ Allentsteig k úbytku mnoha druhů, protože došlo ke změně využití území. Od poloviny 90. let 20. století byly zemědělské plochy v centrální oblasti opuštěny. V letech 2006–2012 byly změněny bezpečnostní předpisy, takže na většině území již nebylo povoleno obdělávání půdy. Na mnoha úhorových plochách se na rozsáhlé ploše šíří zlatobýl. Jiné plochy se staly rovnoměrně křovinatým úhorem. Kvůli napadení smrkových porostů na lokalitě kůrovcem probíhají celoročně lesnické práce, které narušují citlivé lesní druhy.
K druhům, jejichž početnost v důsledku změn na lokalitě klesá, patří ťuhýk obecný, bekasina otavní, čejka chocholatá, kulíšek nejmenší a sýc rousný. Vyhynulí jsou mezitím tetřívek obecný, ťuhýk šedý (v roce 2003 ještě 23 hnízdících párů) a čáp černý.